# Mashtamandau
Mashtamandau (nep. मष्ठामाण्डौ) – gaun wikas samiti w zachodniej części Nepalu w strefie Mahakali w dystrykcie Dadeldhura. Według nepalskiego spisu powszechnego z 2001 roku liczył on 647 gospodarstw domowych i 3326 mieszkańców (1863 kobiet i 1463 mężczyzn).